# Viticoltura in Slovenia

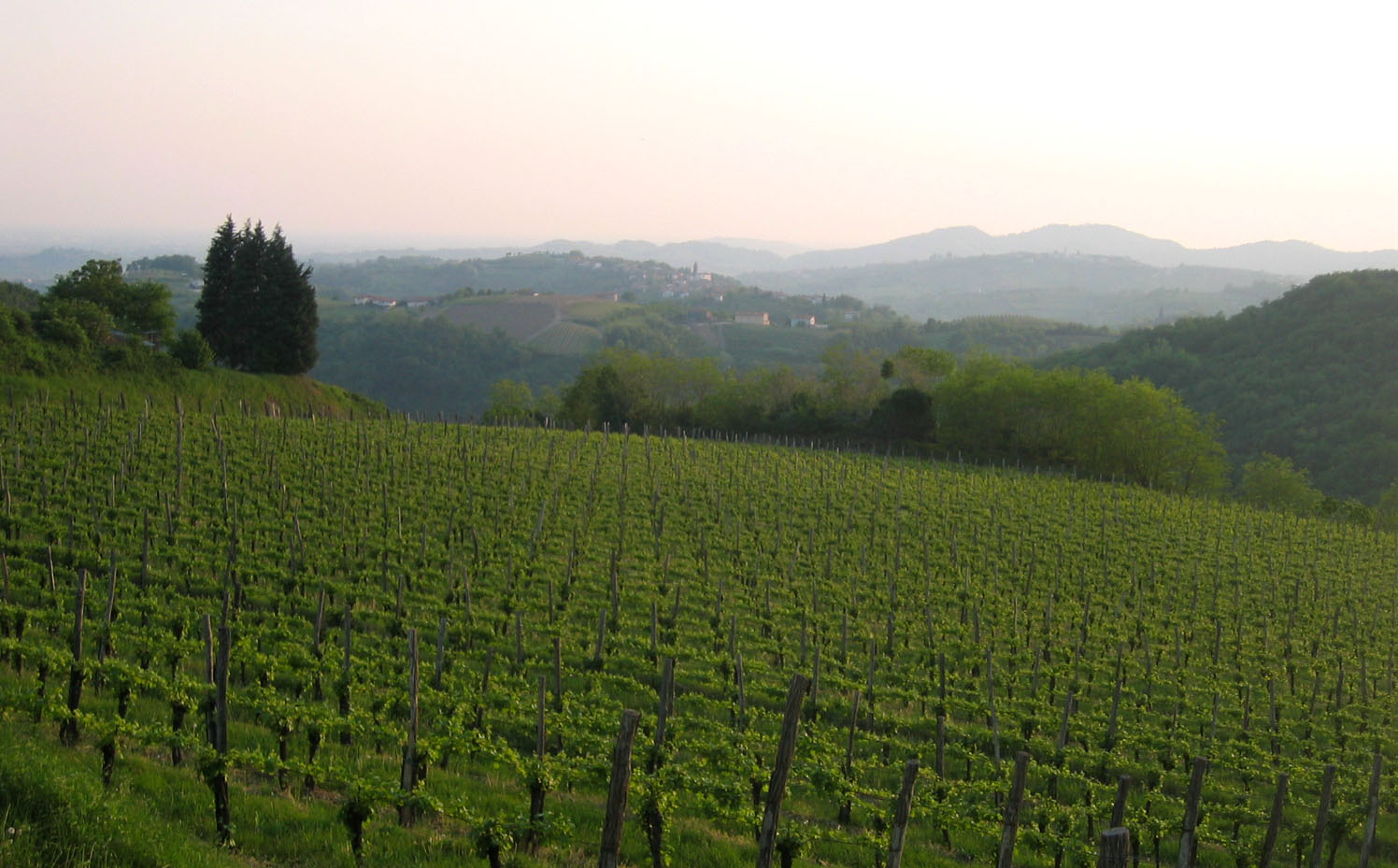
Vigneto nel Collio

La viticoltura in Slovenia ha origini antiche e rappresenta una delle tradizioni agricole più importanti del paese. Grazie alla sua posizione geografica, situata tra le Alpi, il Mediterraneo e la Pianura Pannonica, la Slovenia gode di un clima e di un terroir estremamente diversificati ideali per la coltivazione della vite. Con una superficie vitata di circa 14 736 ettari e oltre 26 400 viticoltori, la produzione vinicola slovena si distingue per la qualità e la varietà dei suoi vini che spaziano dai bianchi freschi e aromatici ai rossi strutturati e complessi.

## Storia
La viticoltura in Slovenia ha origini antiche risalenti al IV secolo a.C., quando le tribù celtiche e illiriche iniziarono a coltivare la vite. Successivamente, nel I secolo a.C., i Romani diffusero e perfezionarono la viticoltura nella regione. Durante il Medioevo la Chiesa cristiana ebbe un ruolo centrale nella produzione vinicola, con monaci certosini e benedettini che gestivano vigneti destinati alla produzione di vino per scopi liturgici. La viticoltura slovena subì diverse trasformazioni sotto l'Impero Austro-Ungarico e nel periodo jugoslavo, ma con l'indipendenza del 1991 conobbe una rinascita combinando tradizione e innovazione .

## Clima
La Slovenia presenta una notevole diversità climatica grazie alla sua posizione geografica tra le Alpi, il Mediterraneo e la Pianura Pannonica. Questa varietà di microclimi e suoli, che spaziano da marne e arenarie a calcari e argille, favorisce la coltivazione di diverse varietà di uve. Le influenze climatiche, dalle fresche correnti alpine alle brezze mediterranee, contribuiscono alla produzione di vini con una spiccata identità territoriale.

## Regioni vitivinicole

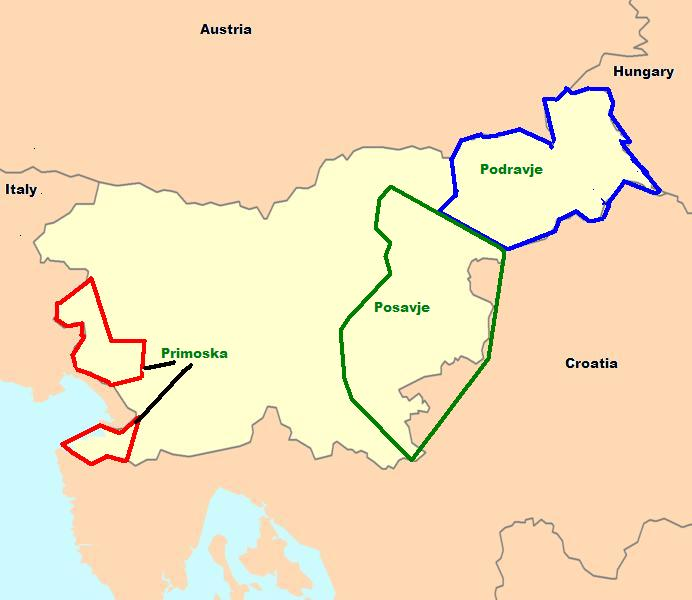
Maggiori regioni vitivinicole della Slovenia

La Slovenia è suddivisa in tre principali regioni vinicole:
- Oltredrava, situata nel nord-est, è la più estesa delle regioni vinicole slovene e comprende le aree della Stiria e Oltremura. È nota per la produzione di vini bianchi aromatici come Sauvignon Blanc, Riesling e Furmint[9].

- Prealpi Slovene orientali, situata nel sud-est, è la più piccola regione vitivinicola e include i distretti di Dolenjska, Carniola Bianca e Bizeljsko-Sremič. È celebre per il Cviček, un vino leggero ottenuto dalla miscela di uve rosse e bianche[10].

- Litorale sloveno, situato nel sud-ovest, vicino all'Italia, comprende i distretti del Collio, Valle del Vipacco, Kras e Istria. Beneficia di un clima mediterraneo ed è nota per la produzione di vini rossi robusti come il Refošk (Refosco) e il Teran, oltre ai bianchi come la Rebula (Ribolla gialla)[11].

## Vitigni
La Slovenia coltiva circa 60 varietà di uve. Tra i vitigni a bacca bianca più diffusi si trovano Laški Rizling (Welschriesling), Sauvignon Blanc, Chardonnay, Renski Rizling (Riesling renano) e Rumeni Muškat (Moscato Giallo) . Tra i vitigni a bacca rossa spiccano Modra Frankinja (Blaufränkisch), Refošk (Refosco), Žametovka e Merlot.

## Vini e produzione
La produzione vinicola slovena è caratterizzata da una forte tradizione artigianale con circa 26.400 viticoltori e una superficie vitata di 14.736 ettari. La maggior parte dei produttori possiede meno di un ettaro di vigneto e pratica metodi di coltivazione sostenibili o biodinamici. Le tecniche di vinificazione includono metodi tradizionali e innovativi, come macerazioni estese e affinamenti in botti di rovere di varie dimensioni.

## Normative
La Slovenia adotta un sistema di denominazioni di origine controllata per tutelare la qualità dei suoi vini. Il paese promuove anche pratiche di agricoltura sostenibile e la conservazione della biodiversità nei vigneti.